# PL-10
PL-10 или Пили-10 (кит. трад. 霹靂十, упр. 霹雳十, пиньинь Pī lì shí, палл. Пи ли ши, буквально Удар грома 10) — китайская ракета средней дальности класса «воздух-воздух» с полуактивной всеракурсной головкой самонаведения. Её создание было начато в 80-е годы XX века. В 1989 году компания Shanghai Academy of Space Flight Technology (SAST) представила ракету. Она используется истребителями J-8II и J-8III. На её основе выпущен зенитно-ракетный комплекс HQ-64 (экспортный индекс — LY-60). Отличительная особенность ракет PL-10 - способность поражать цели под очень большими углами.

## Внешние ссылки
- Авиационная энциклопедия